# Lubomír Beneš
Lubomír Beneš (ur. 7 listopada 1935 w Pradze, zm. 12 września 1995 tamże) – czeski animator, twórca, scenarzysta oraz reżyser serialu animowanego Sąsiedzi.

## Życiorys
Lubomír Beneš dorastał na obrzeżach Pragi, w Hloubětínie. Gdy jego rodzice zorientowali się, że ma zdolności plastyczne, postanowili wysłać go do prywatnej szkoły malowania i rysowania. Po wojnie Lubomír, dzięki zwycięstwu w konkursie został przyjęty do studia filmów animowanych Bratři v triku. Tutaj zainteresował się techniką filmów animowanych. W 1967 roku dołączył do Jiříego Trnki, z którym w 1968 r. nakręcił pierwszy animowany film pt. „Homo”. Jego największe dzieło to serial ...A je to! (Sąsiedzi). Pierwszy odcinek nosił tytuł Obiad (Kuťáci), wyprodukowano go w 1976 r. Na jego podstawie w roku 1979 tworzył kolejne odcinki pod nazwą ...a je to! aż do roku 1985. W 1989 r. kontynuował tworzenie nowych epizodów. Od tego momentu serial nosił nową nazwę: Pat a Mat. Lubomír nakręcił łącznie 47 odcinków Sąsiadów. W roku 1990 założył autorskie studio AIF, gdzie tworzył kolejne odcinki serialu aż do śmierci.
Po kilku latach przerwy w 2002 r. pracę nad tworzeniem odcinków Sąsiadów przejął syn Lubomíra Beneša, Marek, który kręci epizody serialu od roku 2003. Do chwili obecnej nakręcił ponad 40 odcinków, w tym 2 za czasów życia jego ojca, Lubomíra w roku 1992. Obecnie (2020) serial posiada 130 odcinków.

## Filmografia
- Homo (1968)
- Sąsiedzi/Pat i Mat (od 1976 do 1994)